# قرار مجلس الأمن التابع للأمم المتحدة رقم 738
قرار مجلس الأمن التابع للأمم المتحدة رقم 738، المعتمد بدون تصويت في 29 يناير 1992، وبعد النظر في طلب جمهورية طاجيكستان الانضمام إلى عضوية الأمم المتحدة، أوصى المجلس الجمعية العامة بقبول طاجيكستان.